# Borís Gratxov
Borís Pàvlovitx Gratxov (en rus: Бори́с Па́влович Грачёв), nascut el 27 de març de 1986, és un jugador d'escacs rus, que té el títol de Gran Mestre des de 2006.
A la llista d'Elo de la FIDE del desembre de 2021, hi tenia un Elo de 2615 punts, cosa que en feia el jugador número 35 (en actiu) de Rússia, i el 190è millor jugador al rànquing mundial. El seu màxim Elo va ser de 2705 punts, a la llista de març de 2012 (posició 36 al rànquing mundial).

## Resultats destacats en competició
En Gratxov va guanyar el Campionat del món Sub-10 de 1995 a São Lourenço. El 2009 fou primer al Torneig obert de Mestres de Biel/Bienne. També el 2009 empatà als llocs 9è-11è amb Mikhaïl Kobalia i en Tomi Nyback al Campionat d'Europa individual i va guanyar el primer Torneig Internacional de Lublin. El 2010 va empatar als llocs 3r-6è amb Aleksandr Motiliov, Zhou Jianchao i Nguyen Ngoc Truong Son a l'Aeroflot Open. El maig de 2010 empatà als llocs 1r-3r amb Bartłomiej Macieja i Mateusz Bartel (i fou segon per desempat) al fort II Union Memorial celebrat a Lublin.
El 2011 va empatar als llocs 2n–4t amb Oleksandr Kovtxan, Tigran Gharamian i Ante Brkic al torneig Open Master a Biel/Bienne. Entre l'agost i el setembre de 2011 participà en la Copa del món de 2011, a Khanti-Mansisk, un torneig del cicle classificatori pel Campionat del món de 2013, i hi va tenir una raonable actuació. Avançà fins a la segona ronda, quan fou eliminat per Le Quang Liem (½-1½).
El setembre de 2016 va guanyar el campionat de ràpides de Moscou, després d'empatar al primer lloc amb Alexander Morozevich.

## Partides notables
- Loek Van Wely vs Boris Grachev, Russian Team Championship 2008, Queen's Gambit Declined (D30), 0-1
- Boris Grachev vs Rafael Vaganian, Aeroflot Open 2009, Queen's Gambit Declined: Harrwitz Attack (D37), 1-0